# Rodrigue Neti
Rodrigue Neti (Francia, 26 de abril de 1995) es un jugador profesional francés de rugby que se desempeña en la posición de pilar izquierdo en Stade Toulousain, equipo perteneciente a la liga Top 14.

## Carrera
Neti es un jugador de formación francesa (JIFF). En 2010 comenzó su carrera deportiva con el equipo Union Rugby Club Dumbéa, en el cual jugó dos temporadas (2010-2012), después pasó a Stade Toulousain, donde lleva jugando doce temporadas.